# Graaf van Molina
De titel van graaf van Molino werd gedragen door Don Carlos (1788-1855), de tweede overlevende zoon van de Spaanse koning Karel IV van Spanje.
Don Carlos was de eerste Carlistische pretendent van de Spaanse troon en claimde deze als Carlos (V). In 1845 deed hij afstand van zijn rechten op de Spaanse troon ten gunste van zijn oudste zoon. Sindsdien gebruikte hij de titel van graaf van Molino (conde de Molina). De titel wordt gebruikt leden van het Huis Bourbon en Bourbon-Parma met Carlistische pretenties. Andere typische Carlistische titels zijn graaf van Montemolín (conde de Montemolín), gebruikt door de troonpretendent Carlos (VI), en graaf van Montizón (conde de Montizón), die gebruikt is door de troonpretendent Juan (III) (1822-1887). De daaropvolgende troonpretedenten Carlos (VII) (1848-1909) en Jaime (III) (1870-1931) waren hertog van Madrid (duque de Madrid).
Met de dood van de laatste Carlistische troonpretendent Alfonso Carlos, de hertog van San Jaime (duque de San Jaime) (1849-1936) was het Spaanse dynastieke geschil in theorie opgelost. Alfonso Carlos had geen nakomelingen en met hem stierf de Carlistische tak van het Huis Bourbon uit. Het recht op de Spaanse troon verviel aan Alfonso XIII, die in 1931 was afgezet.

## Carlistische titel in het Huis van Bourbon-Parma
Een deel van de Carlisten weigerde Alfonso als troonpretendent te erkennen en meende dat het recht op de Spaanse troon was vervallen aan de Bourbon-Parma, in de persoon van Xavier (1889-1977). Bovendien was Xavier door Alfonso Carlos kort voor zijn dood als regent aangewezen. Xavier was eerst Carlistisch regent van Spanje (1936-1952). Xavier steunde actief de strijd tegen de Tweede Spaanse Republiek, die resulteerde in de Spaanse Burgeroorlog. Xavier verzette zich tegen generaal Franco, die generaal Mola was opgevolgd als leider van de nationalisten. In 1952 riep Xavier zich uit tot koning van Spanje, maar werd in 1969 door Franco gepasseerd toen deze een kleinzoon van Alfonso XIII, Juan Carlos, als opvolger aanwees. Xavier benoemde in 1975 zijn oudste zoon Carlos Hugo (1930-2010) als troonopvolger en noemde zich voortaan graaf van Molina. Hiermee maakte de Carlistische titel een definitieve entree in de familie van Bourbon-Parma. Carlos Hugo gebruikte deze titel echter niet, hij gebruikte sinds 2003 de door hem zelf gegeven titel van graaf van Montemolín.
Het jaar 2003 was een belangrijke terugkeer naar het Carlisme: behalve de titel voor Carlos Hugo zelf, kregen zijn kinderen van hem de titels van hertog van Madrid (Carlos), gravin van Colorno (Margarita), hertog van San Jaime en graaf van Bardi (Jaime) en hertogin van Guernica (duquesa de Gernika), markiezin van Sala (Maria Carolina). Nadat Carlos Hugo in 1979 afstand had genomen van het Carlisme, keerde hij in 2003 terug.
Vlak voor zijn dood in 2010 verleende Carlos Hugo aan zijn schoondochter Annemarie Gualthérie van Weezel de Carlistische adellijke titel van gravin van Molina.
Al deze titels worden nergens erkend.